# گوش دنیا شنوا نیست
«گوش دنیا شنوا نیست» (به انگلیسی: The World Won't Listen) آلبومی گردآوری‌شده از اسمیتز است که در سال ۱۹۸۷ میلادی منتشر شد.

## فهرست ترانه‌ها
متن همهٔ ترانه‌ها توسط موریسی نوشته و موسیقی همهٔ آنها توسط جانی مار ساخته شده‌است.
| شماره      | نام                                                       | عنوان اصلی                           | مدت   |
| ---------- | --------------------------------------------------------- | ------------------------------------ | ----- |
| ۱.         | «وحشت»                                                    | Panic                                | ۰۲:۲۱ |
| ۲.         | «درخواست کن»                                              | Ask                                  | ۰۳:۱۵ |
| ۳.         | «لندن»                                                    | London                               | ۰۲:۰۷ |
| ۴.         | «زبون‌دراز دوباره حمله می‌کنه»                              | Bigmouth Strikes Again               | ۰۳:۱۳ |
| ۵.         | «خواهر شکسپیر»                                            | Shakespeare's Sister                 | ۰۲:۰۸ |
| ۶.         | «نوری وجود داره که هیچوقت خاموش نمیشه»                    | There Is a Light That Never Goes Out | ۰۴:۰۵ |
| ۷.         | «دله‌دزدهای جهان متحد شوید»                                | Shoplifters of the World Unite       | ۰۲:۵۸ |
| ۸.         | «پسری که خاری توی چشم‌هاش داشت» (نسخهٔ تک‌آهنگ)              | The Boy with the Thorn in His Side   | ۰۳:۱۶ |
| ۹.         | «پول همه‌چیز را عوض می‌کند»                                 | Money Changes Everything             | ۰۴:۴۳ |
| ۱۰.        | «خواب»                                                    | Asleep                               | ۰۴:۱۰ |
| ۱۱.        | «دوست‌نداشتنی»                                             | Unloveable                           | ۰۳:۵۶ |
| ۱۲.        | «انسان نصفه و نیمه»                                       | Half a Person                        | ۰۳:۳۶ |
| ۱۳.        | «خودتو کش بیار و منتظر بمون» (وکال متفاوت)                | Stretch Out and Wait                 | ۰۲:۴۵ |
| ۱۴.        | «اون شوخی دیگه خنده‌دار نیست» (نسخهٔ تک‌آهنگ)                | That Joke Isn't Funny Anymore        | ۰۳:۴۹ |
| ۱۵.        | «آزادانه تلو تلو بخور»                                    | Oscillate Wildly                     | ۰۳:۲۶ |
| ۱۶.        | «تو هنوز این حق رو به دست نیاوردی، عزیزم» (میکس انگلستان) | You Just Haven't Earned It Yet, Baby | ۰۳:۳۲ |
| ۱۷.        | «حلقهٔ نجات»                                               | Rubber Ring                          | ۰۳:۴۸ |
| مجموع مدت: | مجموع مدت:                                                | مجموع مدت:                           | ۵۹:۲۶ |